# Országos képzési jegyzék
Az országos képzési jegyzék  olyan képzési jegyzék, amely egy adott országban hivatalosan megszerezhető valamennyi szakképesítést tartalmazza. Magyarországon egyetlen ilyen van, a 150/2012. (VII. 6.) Korm. rendelettel kiadott Országos Képzési Jegyzék.
Az országos képzési jegyzék (röviden OKJ) tartalmazza a Magyarországon hivatalosan megszerezhető szakképesítéseket. A Jegyzék korábban körülbelül 900 szakképesítést tartalmazott, de 2008-ra, a korszerűbb szakképzési rendszer bevezetése után ez a szám a felére csökkent. 2020-tól a képzési jegyzék jelentősen átalakul, jóval kevesebb szakmát fog tartalmazni.

## Jogszabályok
- A szakképzésről szóló 2011. évi CLXXXVII. törvény 88. § (3) bekezdés a) pont
- A nemzeti felsőoktatásról szóló 2011. évi CCIV. törvény 3. §-a kimondja, hogy „A felsőoktatás egymásra épülő, felsőfokú végzettségi szintet biztosító képzési ciklusai:

a) az alapképzés,
b) a mesterképzés,
c) a doktori képzés.”
A 113. § kimondja, hogy
„A 2005. évi felsőoktatási törvény alapján nyilvántartásba vett felsőfokú szakképzés 2012 szeptemberét követően nem indítható. A már megkezdett képzések változatlan feltételek mellett kifutó rendszerben – de legfeljebb a 2015/2016-os tanévben – fejezhetők be.”
- Az Országos Képzési Jegyzékről és az Országos Képzési Jegyzék módosításának eljárásrendjéről szóló 150/2012. (VII. 6.) Korm. rendelet

## A régi és az új OKJ-ban egyaránt szereplő adatok
A vonatkozó kormányrendelet 1. melléklete (táblázat 5. sora szerint 9 oszlopban) tartalmazza az OKJ-ben kötelezően szereplő adatokat:
1. Szakképesítés azonosító száma
2. Szakképesítés megnevezése
3. Szakképesítés köre és hozzátartozó szakképesítés megnevezése
4. Szakmacsoport
5. Jegyzékbe kerülés éve
6. Kizárólag iskolai rendszerben oktatható
7. Maximális képzési idő
8. FEOR szám
9. A szakképesítésért felelős miniszter

A 15 jegyű OKJ számot az 1. (hét számjegy) és a 3. (nyolc számjegy) oszlopban szereplő számok mutatják.

„(5) Az alapképzésben alapfokozat (baccalaureus, bachelor) és szakképzettség szerezhető. Az alapfokozat az első felsőfokú végzettségi szint, amely feljogosít a mesterképzés megkezdésére. Az alapképzésben szerzett szakképzettség jogszabályban meghatározottak szerinti munkakör betöltésére jogosít. Az alapképzés képzési és kimeneti követelményei határozzák meg, hogy milyen szakképzettséget lehet szerezni az alapképzésben. A gyakorlatigényes alapképzési szakokban egy félévig tartó szakmai gyakorlatot (a továbbiakban: szakmai gyakorlat) kell szervezni. A szakmai gyakorlat teljesítése feltétele a záróvizsgára bocsátásnak. Az alapképzésben legalább száznyolcvan kreditet – szakmai gyakorlat esetén legalább kettőszáztíz kreditet – kell és legfeljebb kétszáznegyven kreditet lehet teljesíteni. A képzési idő legalább hat, legfeljebb nyolc félév.”

– A 2005. évi CXXXIX. törvény a felsőoktatásról

Az említett kormányrendelet mellékletében lévő táblázatban feltűnően kevés a több éves képzés, amiből arra lehet következtetni, hogy az OKJ nem teljes körű, azaz a nappali képzés keretében szerezhető végzettségek, szakképesítések itt nem lelhetőek fel minden esetben. Erre utal a szakképesítés megnevezéséhez kapcsolódó kevés kimeneti 55-ös (felsőfokú érettségivel) és 61-es (felsőfokú felsőfokúval) kód is. Ez utóbbinak bemenete lehetne az 55-ös kód (pl. nem található orvos-mérnök, mérnök-közgazda stb.); ez azt is jelentheti, hogy kevés a felsőfokú képzettséget igénylő továbbképzés Magyarországon.

## Az új OKJ felépítési irányelvei
- Moduláris szakmaszerkezet

A moduláris szerkezet azt jelenti, hogy a rokonszakmák közös tudásanyagát mostantól ugyanaz a követelménymodul tartalmazza. Így, aki egy szakma megszerzése során sikeres vizsgával teljesített egy bizonyos modult, annak nem kell abból ismét vizsgáznia, és a második szakma tanulásakor felmentést kaphat a tananyag egy – az első szakma keretében már megismert – része alól is.
- Rész-szakképesítések

Ezek segítségével lehetővé válik, hogy az se maradjon szakma nélkül, aki az elkezdett képzést valamiért nem tudja befejezni, illetve a vizsgán nem tud minden feladatot az elvárt szinten teljesíteni. Az így megszerzett rész-szakképesítések – amellett, hogy akár az elhelyezkedést is lehetővé teszik – azt is biztosítják, hogy később a már megszerzett ismeretek beszámításával folytathassuk a tanulást.
- Elágazások, ráépülő szakképesítések

A szakképesítések ezentúl sokkal szorosabb kapcsolatban állnak egymással, így – amellett, hogy az OKJ is átláthatóbbá válik – hatékonyabb képzési pályák (például egymásra épülő szakmák megszerzése) jöhetnek létre.
- Szakképesítések száma

A korábbi OKJ 800 szakmájával szemben az új OKJ-ban csak 400 van, ez azonban messze nem jelenti azt, hogy csökkent volna a szakmakínálat. Egy soron belül ugyanis több elágazást, ráépülő szakképesítést is találhatunk. Ha ezeket összeszámoljuk, akkor az eddiginél több, 1000 fölötti megszerezhető szakmát kapunk.
- Új típusú OKJ-szám

Az új Képzési Jegyzék bevezetésével az OKJ-azonosító is megváltozik. Az eddig 8 számjegyű kód helyét egy hosszabb, 15 számból álló azonosító veszi át, ami maga is leírja az adott szakma helyét a rendszerben, az OKJ-szám is tükrözi ezentúl az egyes szakképesítések kapcsolatát, viszonyát. A 15 számjegyű OKJ-t általában szakmai jogszabályok is tartalmazzák.

## A 15 számjegyű OKJ-szám felépítése néhány példán keresztül
Néhány példa:
21 Segédmunkás és Takarító Képzések
33 622 01 1000 00 00 Dísznövénykertész
33 621 02 0100 21 02 Mezőgazdasági munkás
40 Koktél Mixer és Vegyi Képzések
61 861 01 0010 61 02 Katasztrófavédelmi – polgári védelmi szervező
54 524 01 0001 54 01 Farmakológus
54 850 02 0100 33 01 Agrárkörnyezetvédelmi ügyintéző
52 344 03 0001 54 02 Pénzügyőr jövedéki szakelőadó
- Az első és második számjegy jelöli a szintet (példáinkban: 21, 33, 33, 40, 61, 54, 54, 52)

21 = alapszintű, befejezett iskolai végzettség nélkül
31 = középszintű, általános iskolai végzettséggel
33 = középszintű, tizedik évfolyam elvégzése után
40 = középszintű, tizenegyedik évfolyam elvégzése után
51 = középszintű, középiskola utolsó évfolyama után
52 = középszintű, érettségivel (közvetlen érettségi után, ha a középiskolai képzés időtartamába beleintegrálták a szakmai képzést is)
54 = emelt szintű, érettségivel (érettségi utáni plusz egy év szakmai képzés, a tizenharmadik évfolyam után)
55 = felsőfokú, érettségivel (érettségi utáni plusz két év szakmai képzés után)
61 = felsőfokú, felsőfokú végzettséggel.
- A 3-5. számjegy a tanulmányi területet jelzi főcsoportonként, aminek első számjegye (példáinkban: 6, 6, 8, 5, 8, 3) az International Standard Classification of Education[1] (az Oktatás Egységes Nemzetközi Osztályozási Rendszere) rendszerét követve a következő:

1 = oktatás
2 = humán tudományok és művészetek
3 = társadalomtudományi, gazdasági, jogi képzések
4 = matematika, számítástechnika, egyéb természettudományos képzések
5 = műszaki, ipari és építőipari képzések
6 = mezőgazdaság
7 = egészségügyi és szociális gondoskodás
8 = szolgáltatás.
- A 6-7. számjegy sorszám, amely az azonos szintű és azonos tanulmányi területű szakképesítések elkülönítésére szolgál (példáinkban: 01, 02, 01, 01, 02, 03).
- A 8-11. számjegy azt jelenti, hogy az adott szakképesítés milyen szakképesítési körbe tartozik:

1000 = alap
0100 = rész
0010 = elágazó
0001 = ráépülő.
- A 12-13. számjegy a rész, elágazó, ráépülő szakképesítés szintjét jelzi az első két számjegynél ismertetett kódok szerint, amennyiben ez szükséges:

00 = alapvégzettség, nem szükséges a kiegészítés
21 = alapszintű, befejezett iskolai végzettség nélkül
61 = felsőfokú, felsőfokú végzettséggel
54 = emelt szintű, érettségivel
33 = középszintű, tizedik évfolyam elvégzése után.
Ez a két számjegy az első két számjegynél alacsonyabb és magasabb is lehet, a 8-11. számjegy függvényében. Tükrözi azt a szintet, amelyen a képzést teljesítette a képzésben részt vevő személy.
- A 14-15. számjegy sorszám, amellyel az azonos szintű rész, elágazó, ráépülő képzéseket különböztetik meg (példáinkban: 00, 02, 02, 01, 01, 02).

### Jogszabályok
- 2011. évi CLXXXVII. törvény a szakképzésről
  - 37/2003. (XII. 27.) OM rendelet az Országos Képzési Jegyzékről
  - 150/2012. (VII. 6.) Korm. rendelet az Országos Képzési Jegyzékről és az Országos Képzési Jegyzék módosításának eljárásrendjéről
- 2011. évi CXC. törvény a nemzeti köznevelésről
  - 229/2012. (VIII. 28.) Korm. rendelet a nemzeti köznevelésről szóló törvény végrehajtásáról
- 2011. évi CCIV. törvény a nemzeti felsőoktatásról

### OKJ
- Országos Modultérkép Archiválva 2014. július 28-i dátummal a Wayback Machine-ben
- Országos Képzési Jegyzék

## Lásd még
- Hatályos rendeletek alapján a Szakmajegyzékek adatbázisa (2020-tól)
- OKJ helyett Szakmajegyzék: így szerezhet szakmát mostantól
- OKJ helyett Szakmajegyzék: (2020) szeptembertől már a jegyzék alapszakmáit oktatják felnőttképzésben
- International Standard Classification of Education (ISCED)
- A magyar felnőttképzés rendszere